# Puchar Sześciu Narodów 2019
Puchar Sześciu Narodów 2019 (2019 Six Nations Championship, a także od nazwy sponsora turnieju, Guinness – 2019 Guinness 6 Nations) – dwudziesta edycja Pucharu Sześciu Narodów, corocznego turnieju w rugby union rozgrywanego pomiędzy sześcioma najlepszymi europejskimi zespołami narodowymi. Turniej odbył się pomiędzy 1 lutego a 16 marca 2019 roku.
Wliczając turnieje w poprzedniej formie, od czasów Home Nations Championship i Pucharu Pięciu Narodów, była to 125. edycja tych zawodów. W turnieju wzięły udział reprezentacje narodowe Anglii, Francji, Irlandii, Szkocji, Walii i Włoch.
Rozkład gier opublikowano w połowie maja 2017 roku, po raz kolejny planując rozegranie jednego spotkania w piątek, ponownie organizowanego przez Francuzów. Sędziowie spotkań zostali wyznaczeni 7 grudnia 2018 roku.
Zwycięzca meczu zyskiwał cztery punkty, za remis przysługiwały dwa punkty, porażka nie była punktowana, natomiast zdobycie przynajmniej czterech przyłożeń lub przegrana nie więcej niż siedmioma punktami premiowane były punktem bonusowym. Dodatkowo zdobywca Wielkiego Szlema otrzymywał trzy dodatkowe punkty, by uniknąć sytuacji, że nie wygrałby całych zawodów pomimo pokonania wszystkich rywali.
W zawodach z kompletem zwycięstw triumfowała reprezentacja Walii zdobywając tym samym również trzeciego za kadencji Warrena Gatlanda Wielkiego Szlema, dodatkowo w jego trakcie wyrównując, a następnie pobijając swój – wynoszący jedenaście – ponad stuletni rekord zwycięstw z rzędu w testmeczach. Najwięcej punktów w turnieju zdobył Owen Farrell, zaś w klasyfikacji przyłożeń z sześcioma zwyciężył Jonny May. Z grona sześciu zawodników wytypowanych przez organizatorów za najlepszego został uznany kapitan triumfatorów, Alun Wyn Jones.
Podczas zawodów pięćdziesiąte występy w narodowej reprezentacji zaliczyli Jonny Gray i Tommy Seymour, w setnym testmeczu wystąpił Leonardo Ghiraldini, Sergio Parisse pobił natomiast wynoszący 65 spotkań rekord Briana O’Driscolla w liczbie występów w turnieju.
Nowym sponsorem z sześcioletnią umową została marka Guinness, choć umowa opiewała na niższą kwotę niż oczekiwali organizatorzy.

## Uczestnicy
W turnieju uczestniczyły:
| Zespół   | Stadion            | Miasto      | Trener          | Kapitan                            |
| -------- | ------------------ | ----------- | --------------- | ---------------------------------- |
| Anglia   | Twickenham         | Londyn      | Eddie Jones     | Owen Farrell                       |
| Francja  | Stade de France    | Saint-Denis | Jacques Brunel  | Guilhem Guirado                    |
| Irlandia | Aviva Stadium      | Dublin      | Joe Schmidt     | Rory Best Peter O’Mahony           |
| Szkocja  | Murrayfield        | Edynburg    | Gregor Townsend | Greig Laidlaw Stuart McInally      |
| Walia    | Millennium Stadium | Cardiff     | Warren Gatland  | Alun Wyn Jones Jonathan Davies     |
| Włochy   | Stadio Olimpico    | Rzym        | Conor O’Shea    | Sergio Parisse Leonardo Ghiraldini |

## Mecze

### Tydzień 1
| 1 lutego 201921:00 | Francja                                                         | 19:24(16:0) | Walia                                                                                 | Stade de France, Saint-Denis Sędzia: Wayne Barnes |
| 1 lutego 201921:00 | Camille Lopez 9 (dg 2K) Louis Picamoles 5 (P) Yoann Huget 5 (P) | 19:24(16:0) | Dan Biggar 5 (pd K) Gareth Anscombe 4 (2pd) George North 10 (2P) Tomos Williams 5 (P) | Stade de France, Saint-Denis Sędzia: Wayne Barnes |

| 2 lutego 201914:15 | Szkocja                                                                                               | 33:20(12:3) | Włochy                                                                                        | Murrayfield Stadium, Edynburg Sędzia: Luke Pearce |
| 2 lutego 201914:15 | Blair Kinghorn 15 (3P) Chris Harris 5 (P) Finn Russell 2 (pd) Greig Laidlaw 6 (3pd) Stuart Hogg 5 (P) | 33:20(12:3) | Angelo Esposito 5 (P) Edoardo Padovani 5 (P) Guglielmo Palazzani 5 (P) Tommaso Allan 5 (pd K) | Murrayfield Stadium, Edynburg Sędzia: Luke Pearce |
| 2 lutego 201914:15 | Simon Berghan                                                                                         | 33:20(12:3) |                                                                                               | Murrayfield Stadium, Edynburg Sędzia: Luke Pearce |

| 2 lutego 201916:45 | Irlandia                                                       | 20:32(10:17) | Anglia                                                                         | Aviva Stadium, Dublin Sędzia: Jérôme Garcès |
| 2 lutego 201916:45 | Cian Healy 5 (P) John Cooney 5 (P) Jonathan Sexton 10 (2pd 2K) | 20:32(10:17) | Elliot Daly 5 (P) Henry Slade 10 (2P) Jonny May 5 (P) Owen Farrell 12 (3pd 2K) | Aviva Stadium, Dublin Sędzia: Jérôme Garcès |
| 2 lutego 201916:45 | Tom Curry                                                      | 20:32(10:17) |                                                                                | Aviva Stadium, Dublin Sędzia: Jérôme Garcès |

### Tydzień 2
| 9 lutego 201914:15 | Szkocja                                   | 13:22(10:12) | Irlandia                                                                            | Murrayfield Stadium, Edynburg Sędzia: Romain Poite |
| 9 lutego 201914:15 | Greig Laidlaw 8 (pd 2K) Sam Johnson 5 (P) | 13:22(10:12) | Conor Murray 7 (P pd) Jacob Stockdale 5 (P) Joey Carbery 5 (pd K) Keith Earls 5 (P) | Murrayfield Stadium, Edynburg Sędzia: Romain Poite |

| 9 lutego 201917:45 | Włochy                                                          | 15:26(7:12) | Walia                                                                           | Stadio Olimpico, Rzym Sędzia: Mathieu Raynal |
| 9 lutego 201917:45 | Braam Steyn 5 (P) Edoardo Padovani 5 (P) Tommaso Allan 5 (pd K) | 15:26(7:12) | Dan Biggar 14 (pd 4K) Gareth Anscombe 2 (pd) Josh Adams 5 (P) Owen Watkin 5 (P) | Stadio Olimpico, Rzym Sędzia: Mathieu Raynal |

| 10 lutego 201915:00 | Anglia                                                                               | 44:8(30:8) | Francja                                | Twickenham Stadium, Londyn Sędzia: Nigel Owens |
| 10 lutego 201915:00 | Henry Slade 5 (P) Jonny May 15 (3P) Owen Farrell 17 (P 3pd 2K) karne przyłożenie – 7 | 44:8(30:8) | Damian Penaud 5 (P) Morgan Parra 3 (K) | Twickenham Stadium, Londyn Sędzia: Nigel Owens |
| 10 lutego 201915:00 | Gaël Fickou                                                                          | 44:8(30:8) |                                        | Twickenham Stadium, Londyn Sędzia: Nigel Owens |

### Tydzień 3
| 23 lutego 201915:15 | Francja | 27:10(10:3) | Szkocja                                                  | Stade de France, Saint-Denis Sędzia: Nic Berry |
| 23 lutego 201915:15 | Baptiste Serin 2 (pd) Gregory Alldritt 10 (2P) Romain Ntamack 5 (P) Thomas Ramos 5 (pd K) Yoann Huget 5 (P) | 27:10(10:3) | Adam Hastings 2 (pd) Ali Price 5 (P) Greig Laidlaw 3 (K) | Stade de France, Saint-Denis Sędzia: Nic Berry |
| 23 lutego 201915:15 | Yoann Huget                                                                                                 | 27:10(10:3) |                                                          | Stade de France, Saint-Denis Sędzia: Nic Berry |

| 23 lutego 201916:45 | Walia                                                                     | 21:13(3:10) | Anglia                                 | Millennium Stadium, Cardiff Sędzia: Jaco Peyper |
| 23 lutego 201916:45 | Cory Hill 5 (P) Dan Biggar 2 (pd) Gareth Anscombe 9 (3K) Josh Adams 5 (P) | 21:13(3:10) | Owen Farrell 8 (pd 2K) Tom Curry 5 (P) | Millennium Stadium, Cardiff Sędzia: Jaco Peyper |

| 24 lutego 201916:00 | Włochy                                                        | 16:26(16:12) | Irlandia                                                                                               | Stadio Olimpico, Rzym Sędzia: Glen Jackson |
| 24 lutego 201916:00 | Edoardo Padovani 5 (P) Luca Morisi 5 (P) Tommaso Allan 6 (2K) | 16:26(16:12) | Conor Murray 9 (P 2pd) Jacob Stockdale 5 (P) Jonathan Sexton 2 (pd) Keith Earls 5 (P) Quinn Roux 5 (P) | Stadio Olimpico, Rzym Sędzia: Glen Jackson |

### Tydzień 4
| 9 marca 201914:15 | Szkocja                                | 11:18(6:15) | Walia                                                            | Murrayfield Stadium, Edynburg Sędzia: Pascal Gaüzère |
| 9 marca 201914:15 | Darcy Graham 5 (P) Finn Russell 6 (2K) | 11:18(6:15) | Gareth Anscombe 8 (pd 2K) Jonathan Davies 5 (P) Josh Adams 5 (P) | Murrayfield Stadium, Edynburg Sędzia: Pascal Gaüzère |

| 9 marca 201916:45 | Anglia | 57:14(31:7) | Włochy                                    | Twickenham Stadium, Londyn Sędzia: Nic Berry |
| 9 marca 201916:45 | Brad Shields 10 (2P) Dan Robson 5 (P) George Ford 6 (3pd) George Kruis 5 (P) Jamie George 5 (P) Jonny May 5 (P) Manu Tuilagi 10 (2P) Owen Farrell 11 (4pd K) | 57:14(31:7) | Luca Morisi 5 (P) Tommaso Allan 9 (P 2pd) | Twickenham Stadium, Londyn Sędzia: Nic Berry |

| 10 marca 201915:00 | Irlandia                                                                      | 26:14(19:0) | Francja                                                     | Aviva Stadium, Dublin Sędzia: Ben O’Keeffe |
| 10 marca 201915:00 | Jack Conan 5 (P) Jonathan Sexton 11 (P 3pd) Keith Earls 5 (P) Rory Best 5 (P) | 26:14(19:0) | Baptiste Serin 4 (2pd) Camille Chat 5 (P) Yoann Huget 5 (P) | Aviva Stadium, Dublin Sędzia: Ben O’Keeffe |
| 10 marca 201915:00 | Dorian Aldegheri                                                              | 26:14(19:0) |                                                             | Aviva Stadium, Dublin Sędzia: Ben O’Keeffe |

### Tydzień 5
| 16 marca 201913:30 | Włochy                                  | 14:25(6:10) | Francja                                                                                 | Stadio Olimpico, Rzym Sędzia: Matthew Carley |
| 16 marca 201913:30 | Tito Tebaldi 5 (P) Tommaso Allan 9 (3K) | 14:25(6:10) | Antoine Dupont 5 (P) Damian Penaud 5 (P) Romain Ntamack 10 (2pd dg K) Yoann Huget 5 (P) | Stadio Olimpico, Rzym Sędzia: Matthew Carley |
| 16 marca 201913:30 | Camille Chat                            | 14:25(6:10) |                                                                                         | Stadio Olimpico, Rzym Sędzia: Matthew Carley |

| 16 marca 201914:45 | Walia                                            | 25:7(16:0) | Irlandia                               | Millennium Stadium, Cardiff Sędzia: Angus Gardner |
| 16 marca 201914:45 | Gareth Anscombe 20 (pd 6K) Hadleigh Parkes 5 (P) | 25:7(16:0) | Jack Carty 2 (pd) Jordan Larmour 5 (P) | Millennium Stadium, Cardiff Sędzia: Angus Gardner |

| 16 marca 201917:00 | Anglia | 38:38(31:7) | Szkocja | Twickenham Stadium, Londyn Sędzia: Paul Williams |
| 16 marca 201917:00 | George Ford 7 (P pd) Jack Nowell 5 (P) Joe Launchbury 5 (P) Jonny May 5 (P) Owen Farrell 11 (4pd K) Tom Curry 5 (P) | 38:38(31:7) | Darcy Graham 10 (2P) Finn Russell 9 (P 2pd) Greig Laidlaw 4 (2pd) Magnus Bradbury 5 (P) Sam Johnson 5 (P) Stuart McInally 5 (P) | Twickenham Stadium, Londyn Sędzia: Paul Williams |